# Taoia
Taoia är ett släkte av insekter. Taoia ingår i familjen långrörsbladlöss.
Kladogram enligt Catalogue of Life:
| Taoia | \| \| Taoia chuansiensis \| \| \| \| \| \| Taoia indica \| \| \| \| |
|       | \| \| Taoia chuansiensis \| \| \| \| \| \| Taoia indica \| \| \| \| |
|       | Taoia chuansiensis                                                  |
|       |                                                                     |
|       | Taoia indica                                                        |
|       |                                                                     |